# 키노 피오니에르 1907

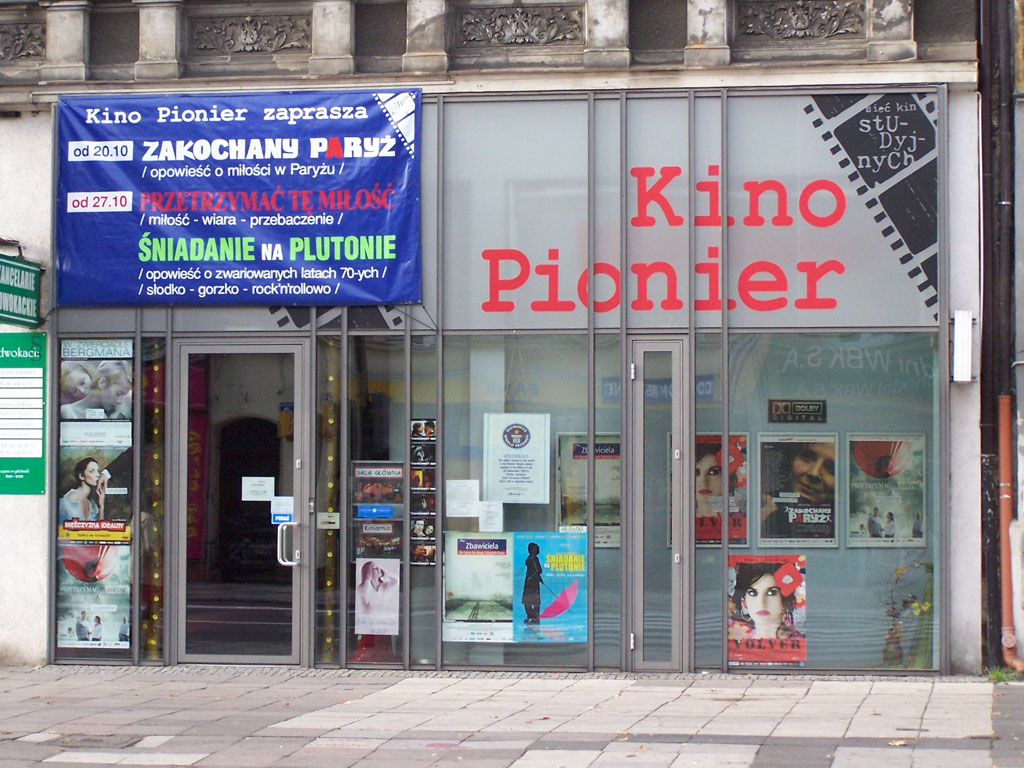
키노 피오니에르 1907

키노 피오니에르 1907(폴란드어: Kino Pionier 1907)은 폴란드 서포모제주 슈체친에 있는 영화관이다. 같은 장소에서 지속적으로 운영하고 있는 세계에서 가장 오래된 영화관 중 하나다.
세계에서 오래된 영화관은 1908년부터 운영되고 있는 덴마크 코르쇠르의 코르쇠르 영화관과 1902년 개업한 프랑스 아니슈에 있는 리데알 시네마 자크 타티 (첫 상영은 1905년)으로 여겨진다.